# Chef d'état-major de l'Armée de terre (France)
Le chef d'état-major de l'Armée de terre (CEMAT) est un officier général français, conseiller du chef d'état-Major des armées pour l'Armée de terre et responsable devant le ministre des Armées de la préparation de l'Armée de terre en vue de sa mise en œuvre. Depuis le 22 juillet 2021, le chef d'état-major est le général d'armée Pierre Schill.

## Principales attributions
Les attributions du chef d'état-major de l'Armée de terre sont définies dans le code de la Défense, partie 3, Livre I, Titre II, chapitre I.
Il conseille et assiste le chef d'État-Major des armées (CEMA) au titre de l'expertise propre à son armée. Sous l'autorité du CEMA, il est chargé de garantir la préparation opérationnelle de l'Armée de terre. Pour cela, il exprime ses besoins en ressources humaines civiles et militaires, organise le recrutement et la formation de son personnel militaire et est également chargé de son moral et de sa discipline.
Il propose au CEMA l'organisation de l'Armée de terre et lui présente le plan de stationnement de ses unités sur le territoire national et dans les théâtres d'opération extérieure. Enfin, il est responsable du maintien en condition opérationnelle des équipements de son armée, à l'exception de ceux qui relèvent de la direction générale de l'armement (DGA) ou des services interarmées.

## Autorité et commandement
L'autorité du chef d'état-major de l'Armée de terre s'exerce sur plusieurs organismes :
- l'état-major de l'Armée de terre, qui assure, sous la direction du major général de l'Armée de terre (MGAT) et à travers ses quatre pôles et sous-chefferies — « performance et synthèse », « plans et programmes », « opérations aéroterrestres », « relations internationales » — la direction générale des entités suivantes :
  - les grands commandeurs[3] :
    - le général de corps d'armée, directeur des ressources humaines de l'Armée de terre (DRHAT) ;
    - le général de corps d'armée, commandant des forces terrestres (CFT) ;
    - le général de corps d'armée, directeur central de la Structure intégrée du maintien en condition opérationnelle des matériels terrestres (DC SIMMT) ;

  - les commandements spécialisés :
    - le général de division, commandant terre pour le territoire national (COM TN) ;
    - le général de division, commandant de l'Aviation légère de l'Armée de terre (COM ALAT) ;
    - le général de division, commandant des forces spéciales terre (COM FST) ;

  - le commandement et les organismes rattachés de l'Armée de terre :
    - le général de division, commandant de la Légion étrangère (COM LE) ;
    - le général de division, commandant du Centre de doctrine et d'enseignement du commandement ;
    - la section technique de l'armée de terre ;
- l'inspection de l'Armée de terre (à ne pas confondre avec l'Inspection générale des armées, qui relève du ministre des Armées) ;
- l'inspecteur du service de santé pour l'Armée de terre ;
- le Service d'informations et de relations publiques des armées pour l'Armée de terre ;
- de comités pour l'élaboration de la stratégie et pour conduire l'activité de l'Armée de terre ;
- du conseil permanent de la sécurité aérienne de l'Armée de terre ;
- du secrétariat permanent du conseil de la fonction militaire de l'Armée de terre (CFMAT) ;
- du conseil de la Légion étrangère ;
- le CEMAT exerce également, au nom du ministère des Armées, la tutelle du foyer d'entraide de la Légion étrangère.

## Liste des chefs d'état-major de l'Armée de terre

### IIIeRépublique: chefs d'état-major général de l'Armée
| Portrait | Grade au moment de la prise de fonction | Chef d'état-major         | Date de prise de poste et décret de nomination | Date de prise de poste et décret de nomination | Durée            |
| -------- | --------------------------------------- | ------------------------- | ---------------------------------------------- | ---------------------------------------------- | ---------------- |
|          | Général de brigade                      | François Hartung          | 9 juin 1871                                    | [ 4 ]                                          | 1 an, 358 jours  |
|          | Général de division                     | Jean-Louis Borel          | 2 juin 1873                                    | [ 5 ]                                          | 1 an             |
|          | Général de division                     | Henri Gresley             | 2 juin 1874                                    | [ 6 ]                                          | 3 ans, 180 jours |
|          | Général de division                     | Joseph de Miribel         | 29 novembre 1877                               | [ 7 ]                                          | 1 an, 57 jours   |
|          | Général de division                     | Léopold Davout            | 25 janvier 1879                                | [ 8 ]                                          | 351 jours        |
|          | Général de division                     | Omer Blot                 | 11 janvier 1880                                | [ 9 ]                                          | 1 an, 309 jours  |
|          | Général de division                     | Joseph de Miribel         | 16 novembre 1881                               | [ 10 ]                                         | 94 jours         |
|          | Général de division                     | Achile Vuillemot          | 18 février 1882                                | [ 11 ]                                         | 2 ans, 321 jours |
|          | Général de division                     | Charles Warnet            | 5 janvier 1885                                 | [ 12 ]                                         | 94 jours         |
|          | Général de division                     | Amédée de Cools           | 9 avril 1885                                   | [ 13 ]                                         | 276 jours        |
|          | Général de division                     | Eugène Galland            | 10 janvier 1886                                | [ 14 ]                                         | 4 jours          |
|          | Général de division                     | Savin de Larclause        | 14 janvier 1886                                | [ 15 ]                                         | 1 an, 173 jours  |
|          | Général de division                     | Charles Haillot           | 6 juillet 1887                                 | [ 16 ]                                         | 2 ans, 305 jours |
|          | Général de division                     | Joseph de Miribel         | 7 mai 1890                                     | [ 17 ]                                         | 3 ans, 145 jours |
|          | Général de division                     | Raoul de Boisdeffre       | 29 septembre 1893                              | [ 18 ]                                         | 4 ans, 339 jours |
|          | Général de division                     | Jean Renouard             | 3 septembre 1898                               | [ 19 ]                                         | 63 jours         |
|          | Général de division                     | Paul Brault               | 5 novembre 1898                                | [ 20 ]                                         | 326 jours        |
|          | Général de brigade                      | Alfred Delanne            | 27 septembre 1899                              | [ 21 ]                                         | 281 jours        |
|          | Général de brigade                      | Jean Pendézec             | 5 juillet 1900                                 | [ 22 ]                                         | 5 ans, 28 jours  |
|          | Général de division                     | Jean Brun                 | 2 août 1905                                    | [ 23 ]                                         | 4 ans, 3 jours   |
|          | Général de division                     | Édouard Laffon de Ladébat | 5 août 1909                                    | [ 24 ]                                         | 1 an, 299 jours  |
|          | Général de division                     | Augustin Dubail           | 31 mai 1911                                    | [ 25 ]                                         | 59 jours         |
|          | Général de division                     | Joseph Joffre             | 29 juillet 1911                                | [ 26 ]                                         | 5 ans, 138 jours |
|          | Général de division                     | Robert Nivelle            | 14 décembre 1916                               | [ 27 ]                                         | 137 jours        |
|          | Général de division                     | Philippe Pétain           | 30 avril 1917                                  | [ 28 ]                                         | 16 jours         |
|          | Général de division                     | Ferdinand Foch            | 16 mai 1917                                    | [ 30 ]                                         | 1 an, 227 jours  |
|          | Général de division                     | Henri Alby                | 29 décembre 1918                               | [ 31 ]                                         | 1 an, 27 jours   |
|          | Général de division                     | Edmond Buat               | 25 janvier 1920                                | [ 32 ]                                         | 3 ans, 339 jours |
|          | Général de division                     | Eugène Debeney            | 9 janvier 1924                                 | [ 33 ]                                         | 5 ans, 360 jours |
|          | Général de division                     | Maxime Weygand            | 3 janvier 1930                                 | [ 34 ]                                         | 1 an, 38 jours   |
|          | Général de division                     | Maurice Gamelin           | 10 février 1931                                | [ 35 ]                                         | 9 ans, 100 jours |

### IVeRépublique: chef d'état-major général de l'Armée de terre
| Portrait | Grade au moment de la prise de fonction | Chef d'état-major          | Date de prise de poste et décret de nomination | Date de prise de poste et décret de nomination | Durée            |
| -------- | --------------------------------------- | -------------------------- | ---------------------------------------------- | ---------------------------------------------- | ---------------- |
|          | Général d'armée                         | Jean de Lattre de Tassigny | 30 novembre 1945                               | [ 36 ]                                         | 1 an, 102 jours  |
|          | Général de corps d'armée                | Georges Revers             | 12 mars 1947                                   | [ 37 ]                                         | 2 ans, 278 jours |
|          | Général de corps d'armée                | Clément Blanc              | 15 décembre 1949                               | [ 38 ]                                         | 5 ans, 183 jours |
|          | Général d'armée                         | André Zeller               | 16 juin 1955                                   | [ 39 ]                                         | 260 jours        |
|          | Général de corps d'armée                | Jean Piatte                | 2 mars 1956                                    | [ 40 ]                                         | 254 jours        |
|          | Général de corps d'armée                | Henri Lorillot             | 11 novembre 1956                               | [ 41 ]                                         | 1 an, 232 jours  |

### VeRépublique: chef d'état-major de l'Armée de terre
| Portrait | Grade au moment de la prise de fonction | Chef d'état-major    | Date de prise de poste et décret de nomination | Date de prise de poste et décret de nomination | Durée            |
| -------- | --------------------------------------- | -------------------- | ---------------------------------------------- | ---------------------------------------------- | ---------------- |
|          | Général d'armée                         | André Zeller         | 1er juillet 1958                               |                                                | 1 an, 92 jours   |
|          | Général d'armée                         | André Demetz         | 1er octobre 1959                               | [ 42 ]                                         | 2 ans, 290 jours |
|          | Général d'armée                         | Louis Le Puloch      | 18 juillet 1962                                |                                                | 2 ans, 260 jours |
|          | Général d'armée                         | Émile Cantarel       | 3 avril 1965                                   |                                                | 6 ans, 28 jours  |
|          | Général d'armée                         | Alain de Boissieu    | 1er mai 1971                                   | [ 43 ]                                         | 3 ans, 335 jours |
|          | Général d'armée                         | Jean Lagarde         | 1er avril 1975                                 | [ 44 ]                                         | 5 ans, 183 jours |
|          | Général d'armée                         | Jean Delaunay        | 1er octobre 1980                               | [ 45 ]                                         | 2 ans, 160 jours |
|          | Général d'armée                         | René Imbot           | 10 mars 1983                                   | [ 46 ]                                         | 2 ans, 199 jours |
|          | Général d'armée                         | Maurice Schmitt      | 25 septembre 1985                              | [ 47 ]                                         | 2 ans, 52 jours  |
|          | Général d'armée                         | Gilbert Forray       | 16 novembre 1987                               | [ 48 ]                                         | 3 ans, 152 jours |
|          | Général d'armée                         | Marc Monchal         | 17 avril 1991                                  | [ 49 ]                                         | 5 ans, 133 jours |
|          | Général d'armée                         | Philippe Mercier     | 28 août 1996                                   | [ 50 ]                                         | 2 ans, 146 jours |
|          | Général d'armée                         | Yves Crène           | 21 janvier 1999                                | [ 51 ]                                         | 3 ans, 223 jours |
|          | Général d'armée                         | Bernard Thorette     | 1er septembre 2002                             | [ 52 ]                                         | 3 ans, 318 jours |
|          | Général d'armée                         | Bruno Cuche          | 16 juillet 2006                                | [ 53 ]                                         | 1 an, 353 jours  |
|          | Général d'armée                         | Elrick Irastorza     | 3 juillet 2008                                 | [ 54 ]                                         | 3 ans, 60 jours  |
|          | Général d'armée                         | Bertrand Ract-Madoux | 1er septembre 2011                             | [ 55 ]                                         | 3 ans            |
|          | Général d'armée                         | Jean-Pierre Bosser   | 1er septembre 2014                             | [ 56 ]                                         | 4 ans, 333 jours |
|          | Général d'armée                         | Thierry Burkhard     | 31 juillet 2019                                | [ 57 ]                                         | 1 an, 355 jours  |
|          | Général d'armée                         | Pierre Schill        | 22 juillet 2021                                | [ 58 ]                                         | 3 ans, 355 jours |